# Heinz Birg
Heinz Birg (* 30. November 1941 in Heufeld, Banat, Jugoslawien) ist ein deutscher Architekt und Zeichner in München.
Birg wurde vor allem durch seine satirischen Architektur-Zeichnungen in anspruchsvoller Strichlagen-Technik bekannt. In vielen seiner Karikaturen werden existierende oder drohende Bausünden, vor allem in seiner Heimatstadt München, vorgeführt. Aber auch die Mitglieder der bayerischen Regierungspartei und Bayerntümelei im Allgemeinen sind Ziel seines Spottes.
Birg kämpfte in der Bürgerinitiative „Rettet den Hofgarten“ gegen den überdimensionierten Neubau der Bayerischen Staatskanzlei.
Regelmäßige Veröffentlichungen in der Süddeutschen Zeitung, in der ZEIT u. a.

## Werke
- Fünfzig Federzeichnungen, München, 1979
- Verborgenes, München, 1979
- Sammtschwarz, München, 1983
- Unbehaust, München, 1983
- Münchner Architekturvisionen, München, 1987
- Bayern vorn, Text: Gerhard Polt, Ponkie und Rolf Henkel, München, 1988
- La nostra Fiorentina von Mara Paolini-Romeo, Illustrationen, München, 1995

## Preise und Auszeichnungen
- Löwenpfote der Stadt München, 1986

| Personendaten    | Personendaten                               |
| ---------------- | ------------------------------------------- |
| NAME             | Birg, Heinz                                 |
| KURZBESCHREIBUNG | deutscher Architekt und Zeichner in München |
| GEBURTSDATUM     | 30. November 1941                           |
| GEBURTSORT       | Heufeld, Banat, Jugoslawien                 |